# Jacek Sokołowski
Jacek Konstanty Sokołowski (ur. 11 grudnia 1975) – polski politolog i prawnik, doktor nauk prawnych specjalizujący się w systemach politycznych; adiunkt w Instytucie Nauk Politycznych i Stosunków Międzynarodowych UJ; współpracownik Klubu Jagiellońskiego i Instytutu Allerhanda.

## Życiorys
W 2000 ukończył studia na Wydziale Prawa i Administracji Uniwersytetu Jagiellońskiego. W 2005 obronił na Uniwersytecie w Heidelbergu doktorat z prawa spółek. Naukowo, jako adiunkt w Instytucie Nauk Politycznych i Stosunków Międzynarodowych UJ, zajmuje się ekonomiczną analizą prawa w kontekście decyzji kolektywnych w prawie prywatnym i publicznym, stanowieniem prawa w ujęciu empirycznym, zachowaniami ugrupowań parlamentarnych, sądownictwem jako elementem systemu politycznego. Autor oraz współtwórca systemu bazodanowego ISQAL do analizy ilościowej głosowań parlamentarnych. Od 2013 kierownik Centrum Badań Ilościowych nad Polityką UJ.
Praktykę naukową łączy z zawodową, pracując jako radca prawny początkowo obsługujący korporacje, a następnie w ramach własnej kancelarii.
Jest współpracownikiem Centrum Analiz Klubu Jagiellońskiego i Instytutu Allerhanda oraz członkiem Rady Fundacji Ośrodka Badań nad Prawem i Polityką, a także Członkiem Komitetu Założycielskiego Stowarzyszenia Europejskie Centrum Porównawczego Prawa Gospodarczego i Prawa Spółek. Regularnie wypowiada się w mediach.

## Wybrane publikacje
- Transnaród. Polacy w poszukiwaniu politycznej formy, Ośrodek Myśli Politycznej, Kraków 2023[11]
- Rewolucja i równowaga. Założenia kompleksowej reformy wymiaru sprawiedliwości, Centrum Analiz Klubu Jagiellońskiego, Kraków 2017. (Wersja online)
- Wybrane aspekty funkcjonowanie Sejmu w latach 1997–2007, Wydawnictwo KTE, Kraków 2008 (redakcja wspólnie z: Piotrem Poznańskim).
- How far is the Caucasus? Proceedings of the international seminar on EU and Caucasus [Jak daleko do Kaukazu? Materiały międzynarodowego seminarium UEKaukaz], Krzyżowa 2006 (redakcja i współautorstwo).
- Überwachung in der Europäischen Aktiengesellschaft mit dem monistischen Leitungssystem [Nadzór w monistycznie zarządzanej Europejskiej Spółce Akcyjnej], Diss. Heidelberg 2005.